# کلیسای جامع برلین
کلیسای جامع برلین یک کلیسای جامع در برلین، آلمان است.
این کلیسا در سال ۱۴۶۵ میلادی بنیان‌گذاری شده و در چند دوره همچون ۱۷۵۰، ۱۹۰۵ و ۱۹۹۰ تجدید بنا و مرمت شده که در هر تعمیر نوع معماری آن تغییر پیدا کرده‌است، در تجدید بنا این کلیسا در سال ۱۹۰۵ از معماری نئورونسانس استفاده شده‌است. از اشخاص معروفی که در این مکان دفن شده‌اند می‌توان به یوآخیم سوم، فریدریش، فریدریش یکم، فریدریش ویلهلم دوم اشاره کرد.

## نگارخانه

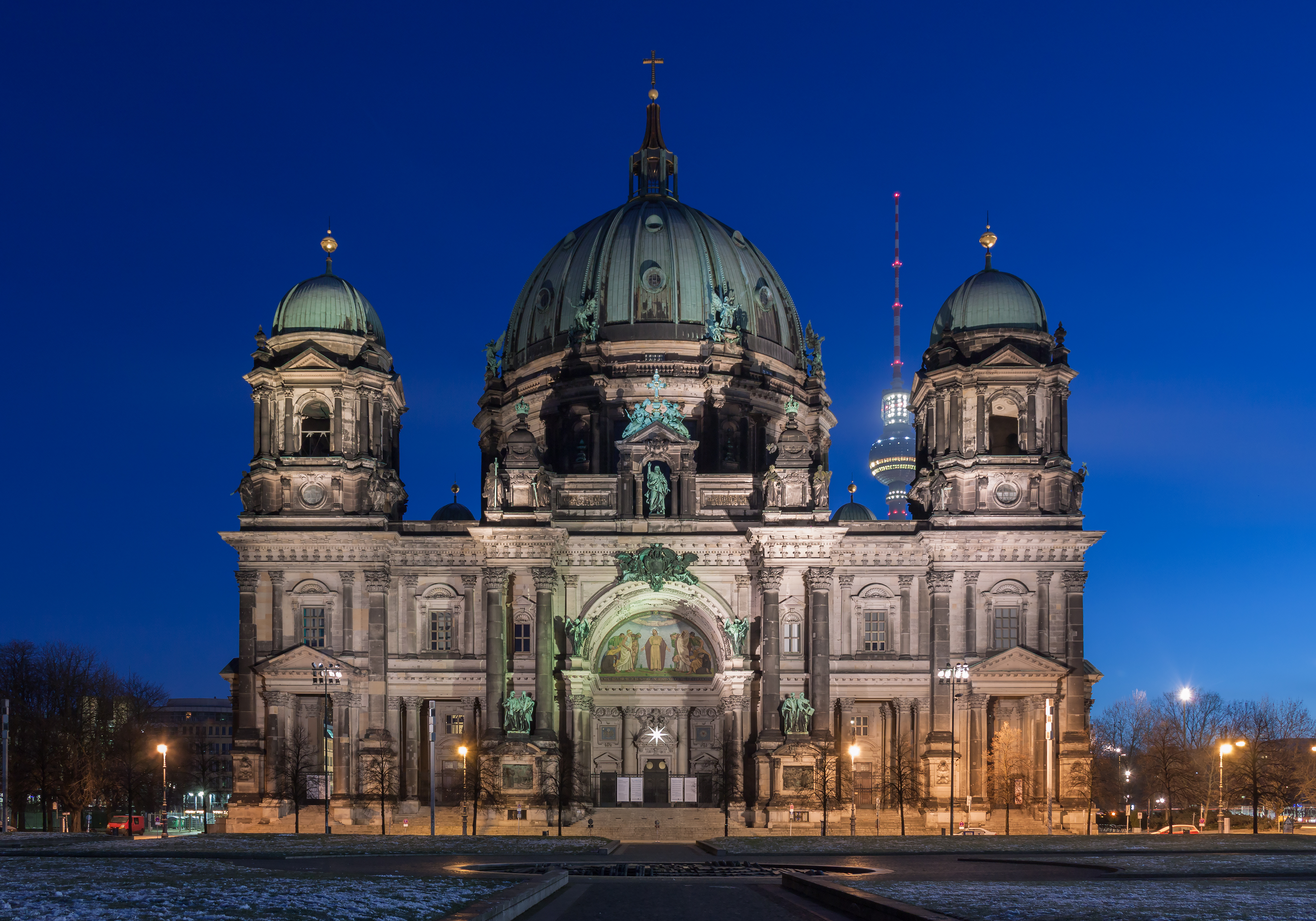
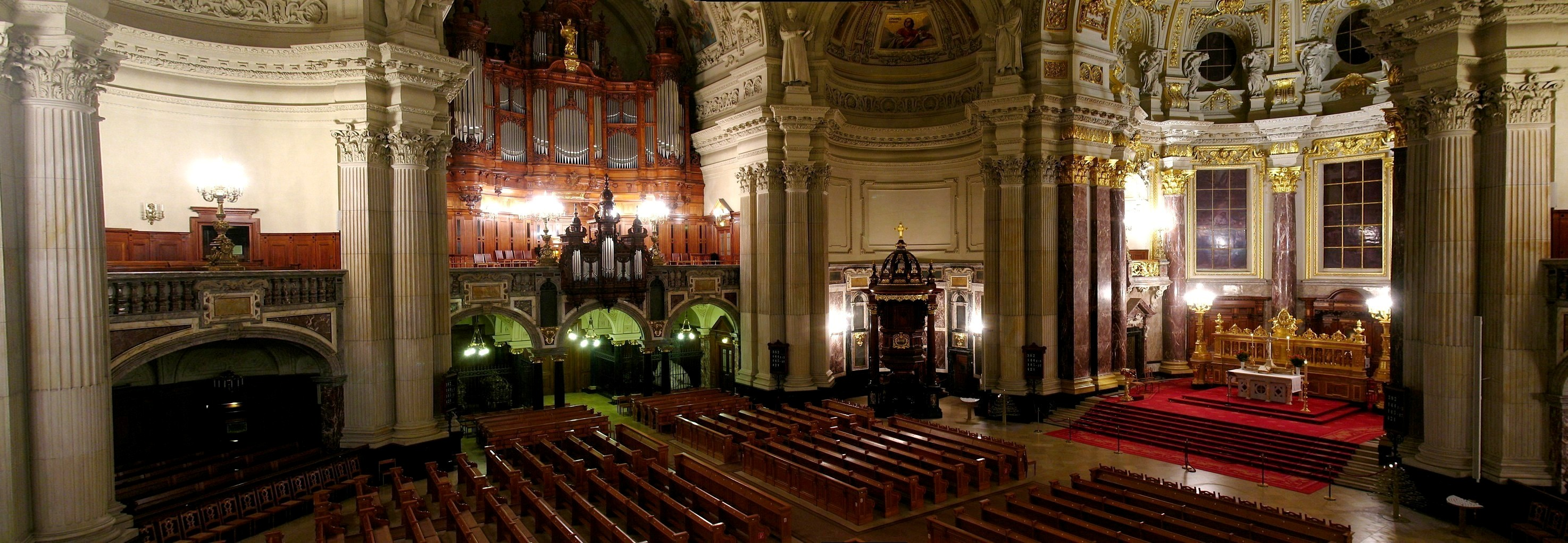